# Mandela Keita
Mandela Keita, né le 10 mai 2002 à Louvain en Belgique, est un footballeur international belge, d'origine guinéenne, qui joue au poste de milieu de terrain au Parma Calcio.

## Biographie

### En club
Né de parents guinéens, à Louvain en Belgique, il grandit à Wijgmaal, village de la commune de Louvain. Mandela Keita est notamment formé par Oud-Heverlee Louvain et le KRC Genk, où il évolue alors au poste d'attaquant. 

#### Oud-Heverlee Louvain
Il revient à Oud-Heverlee Louvain après avoir souffert d'une blessure de croissance. C'est avec ce club qu'il fait ses débuts en professionnel, jouant son premier match le 21 mars 2021, lors d'une rencontre de championnat face au KV Malines. Titulaire ce jour-là, il est remplacé à la 65e minute de jeu par Siebe Schrijvers. Les deux équipes se neutralisent sur le score de deux buts partout.
Petit à petit, Keita s'impose dans l'équipe première, devenant un joueur régulier du onze de départ. Il est récompensé en juillet 2022 par un nouveau contrat avec Louvain. Il est alors lié au club jusqu'en juin 2025.

#### Prêt à l'Antwerp
Le 31 janvier 2023, dernier jour du mercato hivernal, il est prêté jusqu'à la fin de la saison à l'Antwerp où il devient tout de suite titulaire et remporte le doublé championnat-coupe. Mais il ne peut prendre part à la Supercoupe de Belgique de football 2023, son prêt à l'Antwerp étant alors terminé depuis le 30 juin. Il rejoue d'ailleurs un match de championnat avec OHL. Mais le 10 août 2023, le prêt à l'Antwerp est finalement prolongé d'une saison pour un montant de 3 millions d'euros. Le 21 octobre 2023, il se blesse au genou après 25 minutes de jeu contre le Sporting Charleroi.

### En sélections nationales
Le 12 novembre 2021, il joue son premier match avec l'équipe de Belgique espoirs, à l'occasion d'une rencontre face à la Turquie. Il entre en jeu à la 70e minute de jeu à la place de Nicolas Raskin. La Belgique s'impose par deux buts à zéro.
Le 6 octobre 2023, il est sélectionné pour la première fois en équipe nationale belge et fait partie de la liste des 24 joueurs appelés pour les matches de qualification pour l'Euro 2024 contre la Suède et l'Autriche. Le 13 octobre 2023, il joue ses premières minutes avec les Diables Rouges en entrant au jeu à la 87e minute dans une fin de match tendue face à l'Autriche (victoire 2-3).

## Statistiques

### En club
| Saison                | Club                    | Championnat           | Championnat | Championnat | Championnat | Coupe(s) nationale(s) | Coupe(s) nationale(s) | Coupe(s) nationale(s) | Compétition(s) continentale(s) | Compétition(s) continentale(s) | Compétition(s) continentale(s) | Compétition(s) continentale(s) | Autres compétitions | Autres compétitions | Autres compétitions | Autres compétitions | Total | Total | Total |
| Saison                | Club                    | Division              | M.          | B.          | P.d.        | M.                    | B.                    | P.d.                  | Comp.                          | M.                             | B.                             | P.d.                           | Comp.               | M.                  | B.                  | P.d.                | M.    | B.    | P.d.  |
| 2020-2021             | OH Louvain              | Division 1A           | 1           | 0           | 0           | -                     | -                     | -                     | -                              | -                              | -                              | -                              | -                   | -                   | -                   | -                   | 1     | 0     | 0     |
| 2021-2022             | OH Louvain              | Division 1A           | 25          | 0           | 1           | 3                     | 0                     | 1                     | -                              | -                              | -                              | -                              | -                   | -                   | -                   | -                   | 28    | 0     | 2     |
| 2022-2023             | OH Louvain              | Division 1A           | 8           | 0           | 0           | 2                     | 0                     | 1                     | -                              | -                              | -                              | -                              | -                   | -                   | -                   | -                   | 10    | 0     | 1     |
| 2023-2024             | OH Louvain              | Division 1A           | 1           | 0           | 0           | -                     | -                     | -                     | -                              | -                              | -                              | -                              | -                   | -                   | -                   | -                   | 1     | 0     | 0     |
| Sous-total            | Sous-total              | Sous-total            | 35          | 0           | 1           | 5                     | 0                     | 1                     | -                              | -                              | -                              | -                              | -                   | -                   | -                   | -                   | 40    | 0     | 2     |
| 2022-2023             | Royal Antwerp FC (prêt) | Division 1A           | 11          | 0           | 1           | 2                     | 0                     | 0                     | C4                             | -                              | -                              | -                              | PO1                 | 6                   | 1                   | 0                   | 19    | 1     | 1     |
| 2023-2024             | Royal Antwerp FC (prêt) | Division 1A           | 20          | 0           | 2           | 5                     | 0                     | 1                     | C1                             | 5                              | 0                              | 0                              | PO1                 | 8                   | 0                   | 0                   | 38    | 0     | 3     |
| 2024-2025             | Royal Antwerp FC        | Division 1A           | 5           | 0           | 0           | -                     | -                     | -                     | -                              | -                              | -                              | -                              | -                   | -                   | -                   | -                   | 5     | 0     | 0     |
| Sous-total            | Sous-total              | Sous-total            | 36          | 0           | 3           | 7                     | 0                     | 1                     | -                              | 5                              | 0                              | 0                              | -                   | 14                  | 1                   | 0                   | 62    | 1     | 4     |
| 2024-2025             | Parma Calcio            | Serie A               | 30          | 0           | 2           | -                     | -                     | -                     | -                              | -                              | -                              | -                              | -                   | -                   | -                   | -                   | 30    | 0     | 2     |
| 2025-2026             | Parma Calcio            | Serie A               | -           | -           | -           | 1                     | 0                     | 0                     | -                              | -                              | -                              | -                              | -                   | -                   | -                   | -                   | 1     | 0     | 0     |
| Sous-total            | Sous-total              | Sous-total            | 30          | 0           | 2           | 1                     | 0                     | 0                     | -                              | -                              | -                              | -                              | -                   | -                   | -                   | -                   | 31    | 0     | 2     |
| Total sur la carrière | Total sur la carrière   | Total sur la carrière | 100         | 0           | 6           | 13                    | 0                     | 2                     | -                              | 5                              | 0                              | 0                              | -                   | 14                  | 1                   | 0                   | 132   | 1     | 8     |

### En sélections nationales
| Saison                | Sélection             | Phases finales        | Phases finales | Phases finales | Phases finales | Éliminatoires CDM | Éliminatoires CDM | Éliminatoires CDM | Éliminatoires EURO | Éliminatoires EURO | Éliminatoires EURO | Ligue des Nations | Ligue des Nations | Ligue des Nations | Matchs amicaux | Matchs amicaux | Matchs amicaux | Total | Total | Total |
| Saison                | Sélection             | Compétition           | M              | B              | Pd             | M                 | B                 | Pd                | M                  | B                  | Pd                 | M                 | B                 | Pd                | M              | B              | Pd             | M     | B     | Pd    |
| --------------------- | --------------------- | --------------------- | -------------- | -------------- | -------------- | ----------------- | ----------------- | ----------------- | ------------------ | ------------------ | ------------------ | ----------------- | ----------------- | ----------------- | -------------- | -------------- | -------------- | ----- | ----- | ----- |
| 2023-2024             | Belgique              | -                     | -              | -              | -              | -                 | -                 | -                 | 1                  | 0                  | 0                  | -                 | -                 | -                 | 0              | 0              | 0              | 1     | 0     | 0     |
| Total sur la carrière | Total sur la carrière | Total sur la carrière | -              | -              | -              | -                 | -                 | -                 | 1                  | 0                  | 0                  | -                 | -                 | -                 | 0              | 0              | 0              | 1     | 0     | 0     |

### Matchs internationaux
| Matchs internationaux de Mandela Keita | Matchs internationaux de Mandela Keita | Matchs internationaux de Mandela Keita | Matchs internationaux de Mandela Keita | Matchs internationaux de Mandela Keita | Matchs internationaux de Mandela Keita | Matchs internationaux de Mandela Keita | Matchs internationaux de Mandela Keita                         |
| #                                      | Date                                   | Lieu                                   | Adversaire                             | Résultat                               | Compétition                            | Club                                   | Notes                                                          |
| -------------------------------------- | -------------------------------------- | -------------------------------------- | -------------------------------------- | -------------------------------------- | -------------------------------------- | -------------------------------------- | -------------------------------------------------------------- |
| 1                                      | 13 octobre 2023                        | Stade Ernst-Happel, Vienne, Autriche   | Autriche                               | V 3 - 2                                | Éliminatoires de l'Euro 2024           | Royal Antwerp FC                       | Entre en jeu à la place de Jérémy Doku à la 87e minute de jeu. |

## Palmarès

### En club
|  |  | Royal Antwerp FC - Championnat de Belgique (1) : - Champion : 2023. - Coupe de Belgique (1) : - Vainqueur : 2023. - Finaliste : 2024. |